# Ba tuu pêg
Ba tuu pêg ou Batuupek est une divinité de l'omniscience dans la spiritualité du peuple Bassa pour désigner Dieu.

## Description
À l'image du Logos chez les grecs, Ba tuu pêg est à la base de la pensée créatrice du peuple Bassa. Ba Tuu Pêg est une sorte de théorie métaphysique du tout, qui décrirait comme la physique le monde avec des équations de l’infiniment grand et de l’infiniment petit. La forme linguistique est plurielle comme Elohim chez les hébreux. Toutefois, il s’agit bien d’une divinité unique. Cette pluralité dans l'expression émanerait de son caractère cosmique et universel et de la multiplicité de ses états.

## Mythologie
S’apparentant à la formulation sur la Table émeraude d’Hermès Trismégiste, un aphorisme  du peuple Bassa stipule que Ba tuu pêg par la pensée est en tout lieu, à la fois en toute chose et par-delà toute chose.